# Abantes
Abantes (Oudgrieks: Ἅβαντες) was een Oud-Griekse volksstam, de oudste bewoners van Euboea. Zij waren van Thracische oorsprong, of tot de Ionische Bond behorend.
Nog vroeger hadden zij in Phocis gewoond en daar de stad Abae gesticht. Uit Phocis naar Euboea verhuisd, waren zij de oudste bewoners van dit eiland. Onder aanvoering van Elephenor trokken zijn met 40 schepen naar Troje, waarbij zich ook de zonen van Theseus voegden. Op hun terugtocht leden zij met 8 schepen schipbreuk bij het Keraunische voorgebergte. Zij doen zich kennen als woest, met lang hoofdhaar van achteren (ὄπιθεν κομόωντες).

## Verder lezen
- J. Toepffer, art. Abantes, in RE I.1 (1893), coll. 13–15.